# Пенджари
„Пенджари“ (на френски: Parc National de la Pandjari) е национален парк, разположен в северозападен Бенин.
Граничи с националния парк Арли в Буркина Фасо. Името му идва от река Пенджари. Паркът е известен с многото си диви животни, включително слонове, маймуни, лъвове, хипопотами, биволи, антилопи, но славата му идва най-вече от огромния брой птици, живеещи на територията му. Площта на национален парк Пенджари е 2755 км².
| Портал | Портал „Африка“ съдържа още много статии, свързани с Африка. Можете да се включите към Уикипроект „Африка“. |